# Julián Álvarez
Julián Álvarez (Calchín, 31 gennaio 2000) è un calciatore argentino, attaccante dell'Atlético Madrid e della nazionale argentina, con cui è diventato campione del mondo nel 2022 e campione del Sud America nel 2021 e nel 2024.

## Caratteristiche tecniche
Centravanti capace di svariare su tutto il fronte offensivo, è in possesso di un'elegante tecnica individuale, dribbling e velocità. Dotato, inoltre, di un'ottima finalizzazione, segnando con una tecnica di gioco raffinata, altre volte semplicemente sfruttando la sua potenza di tiro, oltre al fatto che con i propri compagni trova una buona coordinazione in fase offensiva, risulta inoltre efficace anche come uomo-assist. È stato paragonato al connazionale Sergio Agüero.

## Carriera

### Club

#### Gli inizi, River Plate
Álvarez inizia a giocare a calcio nell'Atlético Calchín, squadra della sua città natale, dove si unisce all'età di otto anni; passa in seguito al Club Atlético Atalaya di Córdoba. Nel 2016 sostiene un provino sia per il Boca Juniors che per il Real Madrid; con i Blancos è autore di due reti in cinque partite ma, a causa dei limiti di età, non viene tesserato dalla società spagnola.
Ingaggiato dal River Plate, il 27 ottobre 2018 ha esordito in prima squadra in occasione del match di campionato vinto 1-0 contro l'Aldosivi. Il 9 dicembre successivo conquista il suo primo trofeo in carriera grazie alla vittoria in finale di Coppa Libertadores contro il Boca Juniors. Álvarez segna la sua prima rete tra i professionisti il 17 marzo 2019, aprendo le marcature della partita vinta 3-0 contro l'Independiente. A dicembre dello stesso anno, invece, realizza un gol nella finale di Copa Argentina vinta ai danni del Central Córdoba (R). È nel 2021 che si mette in mostra collezionando 24 gol e 18 assist in stagione; tali prestazioni gli consentono di essere determinante nella conquista del campionato e di ottenere il premio come calciatore sudamericano dell'anno.
Il 31 gennaio 2022 viene acquistato dal Manchester City, rimanendo però in prestito ai Millonarios fino al 7 luglio successivo. Il 17 febbraio realizza una tripletta nella partita vinta per 4-1 sul Patronato, valida per la seconda giornata di Copa de la Liga Profesional; si ripete poi il 1º maggio, segnando tre reti ai danni del Sarmiento (J). Il 26 maggio, invece, sigla sei gol nell'incontro di Coppa Libertadores vinto contro l'Alianza Lima (8-1), stabilendo di fatto il maggior numero di marcature segnate in una singolo match della competizione. Il 19 giugno è autore di due reti e due assist nella partita di Primera División vinta contro il Santa Fe a cui segue, il 4 luglio, il gol nell'incontro di campionato perso 3-2 con l'Huracán. Conclude l'esperienza argentina con 54 reti in 122 partite complessive.

#### Manchester City
Terminato il prestito, l'8 luglio 2022 passa definitivamente al Manchester City. Presentato alla stampa due giorni dopo, sceglie di vestire la maglia numero 19. Il 30 luglio segna la sua prima rete per i Citizens nella finale di Community Shield persa, in favore del Liverpool, con il risultato di 3-1. Il 31 agosto marca i suoi primi due gol in Premier League, in occasione dell'incontro vinto per 6-0 contro il Nottingham Forest. Il 5 ottobre seguente, invece, sigla la sua prima rete in UEFA Champions League, contribuendo alla vittoria per 5-0 ai danni del Copenaghen. Il 17 maggio 2023 mette a segno l'ultima delle quattro reti refilate al Real Madrid, consolidando di fatto la qualificazione della propria squadra in finale di Champions League. Quattro giorni dopo, in seguito a una vittoria contro il Chelsea maturata grazie a una sua rete, regala ai Citizens il titolo di campioni d'Inghilterra. Il 10 giugno seguente vince la sua prima Champions League battendo 1-0 l'Inter in finale.
Inizia l'annata 2023-2024 decidendo la gara contro il Newcastle Utd. In seguito agli infortuni di Bernardo Silva e Kevin De Bruyne, l'argentino si ritrova ad essere utilizzato come titolare in svariate occasioni, registrando quattro assist nelle seguenti gare. Più tardi, viene incluso nella lista dei candidati al Pallone d'oro 2023, piazzandosi al settimo posto. Il 22 dicembre si aggiudica il suo primo titolo di Mondiale per club contribuendo con una doppietta alla vittoria contro il Fluminense. Il 4 maggio 2024, in occasione di una gara contro il Wolverhampton, raggiunge le 100 presenze ufficiali con la maglia del club. Lascia i Citizens dopo appena due stagioni ed aver collezionato 103 presenze e 36 reti complessivamente.

#### Atlético Madrid
Il 12 agosto 2024 viene acquistato a titolo definitivo, per 75 milioni di euro, dall'Atlético Madrid, con cui sottoscrive un accordo di sei anni, valido fino al 30 giugno 2030. Il 15 settembre 2024 segna il suo primo goal nella vittoria contro il Valencia per 3-0. Il 26 settembre seguente segna il goal vittoria contro il Celta Vigo in trasferta. Il 6 ottobre segna un goal dopo un solo minuto di gioco nel pareggio contro la Real Sociedad in trasferta per 1-1. Il 23 ottobre segna il primo goal in Champions League contro il Lille nella sconfitta per 1-3. Il 10 novembre segna il goal vittoria in contropiede nella trasferta contro il Mallorca. Il 26 novembre sigla una doppietta nella trasferta contro lo Sparta Praga, terminata sul 0-6 finale. Torna al goal in Liga contro Real Valladolid, Osasunae Real Madrid. Il 21 gennaio 2025 segna la sua seconda doppietta in Champions League decisiva contro il Bayer Leverkusen per il 2-1 finale. Il 22 febbraio successivo mette a segno una doppietta nella trasferta vincente contro il Valencia per 0-3. Il 1º marzo decide con il goal vittoria la sfida contro l'Athletic Bilbao. Tre giorni dopo, l'argentino realizza un gran goal con una traiettoria imprendibile per Courtois, in occasione dell'andata degli ottavi di Champions League contro il Real Madrid persa per 2-1.

### Nazionale
Debutta in nazionale maggiore il 3 giugno 2021 durante Argentina-Cile (1-1), gara valida per le qualificazioni al mondiale 2022. Nello stesso mese prende parte alla vittoriosa Copa America, dove gioca una sola partita.
Il 30 marzo 2022 mette a segno la sua prima rete in nazionale, nel corso della partita conclusosi 1-1 contro l'Ecuador e valevole per le qualificazioni al mondiale qatariota. Nel corso del vittorioso mondiale mette a segno 4 reti, una nel 2-0 sulla Polonia e un'altra nella vittoria 2-1 sull'Australia, oltre ai due gol nella semifinale vinta 3-0 contro la Croazia.

## Statistiche

### Presenze e reti nei club
Statistiche aggiornate al 16 marzo 2025.
| Stagione               | Squadra                | Campionato             | Campionato | Campionato | Coppe nazionali | Coppe nazionali | Coppe nazionali | Coppe continentali | Coppe continentali | Coppe continentali | Altre coppe | Altre coppe | Altre coppe | Totale | Totale |
| Stagione               | Squadra                | Comp                   | Pres       | Reti       | Comp            | Pres            | Reti            | Comp               | Pres               | Reti               | Comp        | Pres        | Reti        | Pres   | Reti   |
| ---------------------- | ---------------------- | ---------------------- | ---------- | ---------- | --------------- | --------------- | --------------- | ------------------ | ------------------ | ------------------ | ----------- | ----------- | ----------- | ------ | ------ |
| 2017-2018              | River Plate            | PD                     | 0          | 0          | CA              | 1               | 0               | CL                 | 1                  | 0                  | -           | -           | -           | 2      | 0      |
| 2018-2019              | River Plate            | PD                     | 5          | 1          | CA+CS           | 3+2             | 1+0             | CL                 | 5                  | 1                  | Cmc         | 1           | 0           | 16     | 3      |
| 2019-2020              | River Plate            | PD                     | 7          | 0          | CA              | 3               | 1               | CL                 | 5                  | 1                  | SA          | 1           | 1           | 11     | 2      |
| 2020                   | River Plate            | PD                     | 7          | 0          | CdL             | 10              | 2               | CL                 | 11                 | 5                  | -           | -           | -           | 21     | 7      |
| 2021                   | River Plate            | PD                     | 21         | 18         | CdL             | 14              | 2               | CL                 | 10                 | 2                  | TCP         | 1           | 2           | 46     | 24     |
| gen.-lug. 2022         | River Plate            | PD                     | 5          | 3          | CdL+CA          | 12+1            | 8+1             | CL                 | 8                  | 6                  | -           | -           | -           | 26     | 18     |
| Totale River Plate     | Totale River Plate     | Totale River Plate     | 38         | 22         |                 | 46              | 15              |                    | 35                 | 14                 |             | 3           | 3           | 122    | 54     |
| 2022-2023              | Manchester City        | PL                     | 31         | 9          | FACup+CdL       | 5+2             | 3+1             | UCL                | 10                 | 3                  | CS          | 1           | 1           | 49     | 17     |
| 2023-2024              | Manchester City        | PL                     | 36         | 11         | FACup+CdL       | 6+1             | 1+0             | UCL                | 7                  | 5                  | CS+SU+Cmc   | 1+1+2       | 0+0+2       | 54     | 19     |
| Totale Manchester City | Totale Manchester City | Totale Manchester City | 67         | 20         |                 | 14              | 5               |                    | 17                 | 8                  |             | 5           | 3           | 103    | 36     |
| 2024-2025              | Atlético Madrid        | PD                     | 32         | 17         | CR              | 6               | 5               | UCL                | 10                 | 7                  | Cmc         | 0           | 0           | 48     | 29     |
| Totale carriera        | Totale carriera        | Totale carriera        | 137        | 59         |                 | 66              | 25              |                    | 62                 | 29                 |             | 8           | 6           | 273    | 119    |

### Cronologia presenze e reti in nazionale
| Cronologia completa delle presenze e delle reti in nazionale ― Argentina | Cronologia completa delle presenze e delle reti in nazionale ― Argentina | Cronologia completa delle presenze e delle reti in nazionale ― Argentina | Cronologia completa delle presenze e delle reti in nazionale ― Argentina | Cronologia completa delle presenze e delle reti in nazionale ― Argentina | Cronologia completa delle presenze e delle reti in nazionale ― Argentina | Cronologia completa delle presenze e delle reti in nazionale ― Argentina | Cronologia completa delle presenze e delle reti in nazionale ― Argentina |
| Data                                                                     | Città                                                                    | In casa                                                                  | Risultato                                                                | Ospiti                                                                   | Competizione                                                             | Reti                                                                     | Note                                                                     |
| ------------------------------------------------------------------------ | ------------------------------------------------------------------------ | ------------------------------------------------------------------------ | ------------------------------------------------------------------------ | ------------------------------------------------------------------------ | ------------------------------------------------------------------------ | ------------------------------------------------------------------------ | ------------------------------------------------------------------------ |
| 3-6-2021                                                                 | Santiago del Estero                                                      | Argentina                                                                | 1 – 1                                                                    | Cile                                                                     | Qual. Mondiali 2022                                                      | -                                                                        | 52’                                                                      |
| 28-6-2021                                                                | Cuiabá                                                                   | Bolivia                                                                  | 1 – 4                                                                    | Argentina                                                                | Coppa America 2021 - 1º turno                                            | -                                                                        | 56’                                                                      |
| 7-10-2021                                                                | Asunción                                                                 | Paraguay                                                                 | 0 – 0                                                                    | Argentina                                                                | Qual. Mondiali 2022                                                      | -                                                                        | 76’                                                                      |
| 10-10-2021                                                               | Buenos Aires                                                             | Argentina                                                                | 3 – 0                                                                    | Uruguay                                                                  | Qual. Mondiali 2022                                                      | -                                                                        | 75’                                                                      |
| 16-11-2021                                                               | San Juan                                                                 | Argentina                                                                | 0 – 0                                                                    | Brasile                                                                  | Qual. Mondiali 2022                                                      | -                                                                        | 80’                                                                      |
| 27-1-2022                                                                | Calama                                                                   | Cile                                                                     | 1 – 2                                                                    | Argentina                                                                | Qual. Mondiali 2022                                                      | -                                                                        | 78’                                                                      |
| 29-3-2022                                                                | Guayaquil                                                                | Ecuador                                                                  | 1 – 1                                                                    | Argentina                                                                | Qual. Mondiali 2022                                                      | 1                                                                        |                                                                          |
| 1-6-2022                                                                 | Londra                                                                   | Italia                                                                   | 0 – 3                                                                    | Argentina                                                                | Coppa dei Campioni CONMEBOL-UEFA 2022                                    | -                                                                        | 85’                                                                      |
| 5-6-2022                                                                 | Pamplona                                                                 | Argentina                                                                | 5 – 0                                                                    | Estonia                                                                  | Amichevole                                                               | -                                                                        |                                                                          |
| 23-9-2022                                                                | Miami Gardens                                                            | Argentina                                                                | 3 – 0                                                                    | Honduras                                                                 | Amichevole                                                               | -                                                                        | 46’                                                                      |
| 28-9-2022                                                                | Harrison                                                                 | Argentina                                                                | 3 – 0                                                                    | Giamaica                                                                 | Amichevole                                                               | 1                                                                        | 79’                                                                      |
| 16-11-2022                                                               | Abu Dhabi                                                                | Emirati Arabi Uniti                                                      | 0 – 5                                                                    | Argentina                                                                | Amichevole                                                               | 1                                                                        | 51’                                                                      |
| 22-11-2022                                                               | Lusail                                                                   | Argentina                                                                | 1 – 2                                                                    | Arabia Saudita                                                           | Mondiali 2022 - 1º turno                                                 | -                                                                        | 59’                                                                      |
| 26-11-2022                                                               | Lusail                                                                   | Argentina                                                                | 2 – 0                                                                    | Messico                                                                  | Mondiali 2022 - 1º turno                                                 | -                                                                        | 63’                                                                      |
| 30-11-2022                                                               | Doha                                                                     | Polonia                                                                  | 0 – 2                                                                    | Argentina                                                                | Mondiali 2022 - 1º turno                                                 | 1                                                                        | 79’                                                                      |
| 3-12-2022                                                                | Al Rayyan                                                                | Argentina                                                                | 2 – 1                                                                    | Australia                                                                | Mondiali 2022 - Ottavi di finale                                         | 1                                                                        | 71’                                                                      |
| 9-12-2022                                                                | Lusail                                                                   | Paesi Bassi                                                              | 2 – 2 dts (3 – 4 dtr)                                                    | Argentina                                                                | Mondiali 2022 - Quarti di finale                                         | -                                                                        | 82’                                                                      |
| 13-12-2022                                                               | Lusail                                                                   | Argentina                                                                | 3 – 0                                                                    | Croazia                                                                  | Mondiali 2022 - Semifinale                                               | 2                                                                        | 74’                                                                      |
| 18-12-2022                                                               | Lusail                                                                   | Argentina                                                                | 3 – 3 dts (4 – 2 dtr)                                                    | Francia                                                                  | Mondiali 2022 - Finale                                                   | -                                                                        | 103’                                                                     |
| 23-3-2023                                                                | Buenos Aires                                                             | Argentina                                                                | 2 – 0                                                                    | Panama                                                                   | Amichevole                                                               | -                                                                        | 46’                                                                      |
| 15-6-2023                                                                | Pechino                                                                  | Argentina                                                                | 2 – 0                                                                    | Australia                                                                | Amichevole                                                               | -                                                                        | 59’                                                                      |
| 19-6-2023                                                                | Giacarta                                                                 | Indonesia                                                                | 0 – 2                                                                    | Argentina                                                                | Amichevole                                                               | -                                                                        | 80’ 85’                                                                  |
| 7-9-2023                                                                 | Buenos Aires                                                             | Argentina                                                                | 1 – 0                                                                    | Ecuador                                                                  | Qual. Mondiali 2026                                                      | -                                                                        | 77’                                                                      |
| 12-9-2023                                                                | La Paz                                                                   | Bolivia                                                                  | 0 – 3                                                                    | Argentina                                                                | Qual. Mondiali 2026                                                      | -                                                                        | 85’                                                                      |
| 12-10-2023                                                               | Buenos Aires                                                             | Argentina                                                                | 1 – 0                                                                    | Paraguay                                                                 | Qual. Mondiali 2026                                                      | -                                                                        | 53’                                                                      |
| 17-10-2023                                                               | Lima                                                                     | Perù                                                                     | 0 – 2                                                                    | Argentina                                                                | Qual. Mondiali 2026                                                      | -                                                                        | 78’                                                                      |
| 16-11-2023                                                               | Buenos Aires                                                             | Argentina                                                                | 0 – 2                                                                    | Uruguay                                                                  | Qual. Mondiali 2026                                                      | -                                                                        | 80’                                                                      |
| 21-11-2023                                                               | Rio de Janeiro                                                           | Brasile                                                                  | 0 – 1                                                                    | Argentina                                                                | Qual. Mondiali 2026                                                      | -                                                                        | 78’                                                                      |
| 26-3-2024                                                                | Los Angeles                                                              | Argentina                                                                | 3 – 1                                                                    | Costa Rica                                                               | Amichevole                                                               | -                                                                        |                                                                          |
| 9-6-2024                                                                 | Chicago                                                                  | Argentina                                                                | 1 – 0                                                                    | Ecuador                                                                  | Amichevole                                                               | -                                                                        | 78’                                                                      |
| 14-6-2024                                                                | Landover                                                                 | Argentina                                                                | 4 – 1                                                                    | Guatemala                                                                | Amichevole                                                               | -                                                                        | 67’                                                                      |
| 20-6-2024                                                                | Atlanta                                                                  | Argentina                                                                | 2 – 0                                                                    | Canada                                                                   | Coppa America 2024 - 1º turno                                            | 1                                                                        | 76’                                                                      |
| 25-6-2024                                                                | East Rutherford                                                          | Cile                                                                     | 0 – 1                                                                    | Argentina                                                                | Coppa America 2024 - 1º turno                                            | -                                                                        | 73’                                                                      |
| 4-7-2024                                                                 | Houston                                                                  | Argentina                                                                | 1 – 1 (4 – 2 dtr)                                                        | Ecuador                                                                  | Coppa America 2024 - Quarti di finale                                    | -                                                                        | 65’                                                                      |
| 9-7-2024                                                                 | East Rutherford                                                          | Argentina                                                                | 2 – 0                                                                    | Canada                                                                   | Coppa America 2024 - Semifinale                                          | 1                                                                        | 78’                                                                      |
| 14-7-2024                                                                | Miami Gardens                                                            | Argentina                                                                | 1 – 0 dts                                                                | Colombia                                                                 | Coppa America 2024 - Finale                                              | -                                                                        | 97’                                                                      |
| 5-9-2024                                                                 | Buenos Aires                                                             | Argentina                                                                | 3 – 0                                                                    | Cile                                                                     | Qual. Mondiali 2026                                                      | 1                                                                        | 89’                                                                      |
| 10-9-2024                                                                | Barranquilla                                                             | Colombia                                                                 | 2 – 1                                                                    | Argentina                                                                | Qual. Mondiali 2026                                                      | -                                                                        |                                                                          |
| 10-10-2024                                                               | Maturín                                                                  | Venezuela                                                                | 1 – 1                                                                    | Argentina                                                                | Qual. Mondiali 2026                                                      | -                                                                        | 85’                                                                      |
| 15-10-2024                                                               | Buenos Aires                                                             | Argentina                                                                | 6 – 0                                                                    | Bolivia                                                                  | Qual. Mondiali 2026                                                      | 1                                                                        | 65’                                                                      |
| 14-11-2024                                                               | Asunción                                                                 | Paraguay                                                                 | 2 – 1                                                                    | Argentina                                                                | Qual. Mondiali 2026                                                      | -                                                                        | 86’                                                                      |
| 19-11-2024                                                               | Buenos Aires                                                             | Argentina                                                                | 1 – 0                                                                    | Perù                                                                     | Qual. Mondiali 2026                                                      | -                                                                        |                                                                          |
| 21-3-2025                                                                | Montevideo                                                               | Uruguay                                                                  | 0 – 1                                                                    | Argentina                                                                | Qual. Mondiali 2026                                                      | -                                                                        | 90+1’                                                                    |
| 25-3-2025                                                                | Buenos Aires                                                             | Argentina                                                                | 4 – 1                                                                    | Brasile                                                                  | Qual. Mondiali 2026                                                      | 1                                                                        | 82’                                                                      |
| 5-6-2025                                                                 | Santiago del Cile                                                        | Cile                                                                     | 0 – 1                                                                    | Argentina                                                                | Qual. Mondiali 2026                                                      | 1                                                                        | 80’                                                                      |
| 10-6-2025                                                                | Buenos Aires                                                             | Argentina                                                                | 1 – 1                                                                    | Colombia                                                                 | Qual. Mondiali 2026                                                      | -                                                                        |                                                                          |
| Totale                                                                   |                                                                          | Presenze                                                                 | 47                                                                       |                                                                          | Reti                                                                     | 13                                                                       |                                                                          |

| Cronologia completa delle presenze e delle reti in nazionale ― Argentina under 20 | Cronologia completa delle presenze e delle reti in nazionale ― Argentina under 20 | Cronologia completa delle presenze e delle reti in nazionale ― Argentina under 20 | Cronologia completa delle presenze e delle reti in nazionale ― Argentina under 20 | Cronologia completa delle presenze e delle reti in nazionale ― Argentina under 20 | Cronologia completa delle presenze e delle reti in nazionale ― Argentina under 20 | Cronologia completa delle presenze e delle reti in nazionale ― Argentina under 20 | Cronologia completa delle presenze e delle reti in nazionale ― Argentina under 20 |
| Data                                                                              | Città                                                                             | In casa                                                                           | Risultato                                                                         | Ospiti                                                                            | Competizione                                                                      | Reti                                                                              | Note                                                                              |
| --------------------------------------------------------------------------------- | --------------------------------------------------------------------------------- | --------------------------------------------------------------------------------- | --------------------------------------------------------------------------------- | --------------------------------------------------------------------------------- | --------------------------------------------------------------------------------- | --------------------------------------------------------------------------------- | --------------------------------------------------------------------------------- |
| 20-1-2019                                                                         | Curicó                                                                            | Paraguay under 20                                                                 | 1 – 1                                                                             | Argentina under 20                                                                | Sudamericano Sub-20 2019 - 1º turno                                               | -                                                                                 |                                                                                   |
| 22-1-2019                                                                         | Talca                                                                             | Argentina under 20                                                                | 0 – 1                                                                             | Ecuador under 20                                                                  | Sudamericano Sub-20 2019 - 1º turno                                               | -                                                                                 |                                                                                   |
| 24-1-2019                                                                         | Curicó                                                                            | Uruguay under 20                                                                  | 0 – 1                                                                             | Argentina under 20                                                                | Sudamericano Sub-20 2019 - 1º turno                                               | -                                                                                 | 68’                                                                               |
| 26-1-2019                                                                         | Talca                                                                             | Argentina under 20                                                                | 1 – 0                                                                             | Perù under 20                                                                     | Sudamericano Sub-20 2019 - 1º turno                                               | -                                                                                 | 62’                                                                               |
| 1-2-2019                                                                          | Rancagua                                                                          | Argentina under 20                                                                | 1 – 0                                                                             | Colombia under 20                                                                 | Sudamericano Sub-20 2019 - 1º turno                                               | 1                                                                                 |                                                                                   |
| Totale                                                                            |                                                                                   | Presenze                                                                          | 5                                                                                 |                                                                                   | Reti                                                                              | 1                                                                                 |                                                                                   |

| Cronologia completa delle presenze e delle reti in nazionale ― Argentina olimpica | Cronologia completa delle presenze e delle reti in nazionale ― Argentina olimpica | Cronologia completa delle presenze e delle reti in nazionale ― Argentina olimpica | Cronologia completa delle presenze e delle reti in nazionale ― Argentina olimpica | Cronologia completa delle presenze e delle reti in nazionale ― Argentina olimpica | Cronologia completa delle presenze e delle reti in nazionale ― Argentina olimpica | Cronologia completa delle presenze e delle reti in nazionale ― Argentina olimpica | Cronologia completa delle presenze e delle reti in nazionale ― Argentina olimpica |
| Data                                                                              | Città                                                                             | In casa                                                                           | Risultato                                                                         | Ospiti                                                                            | Competizione                                                                      | Reti                                                                              | Note                                                                              |
| --------------------------------------------------------------------------------- | --------------------------------------------------------------------------------- | --------------------------------------------------------------------------------- | --------------------------------------------------------------------------------- | --------------------------------------------------------------------------------- | --------------------------------------------------------------------------------- | --------------------------------------------------------------------------------- | --------------------------------------------------------------------------------- |
| 24-7-2024                                                                         | Saint-Etienne                                                                     | Argentina olimpica                                                                | 1 – 2                                                                             | Marocco olimpica                                                                  | Olimpiadi 2024 - 1º turno                                                         | -                                                                                 |                                                                                   |
| 27-7-2024                                                                         | Lione                                                                             | Argentina olimpica                                                                | 3 – 1                                                                             | Iraq olimpica                                                                     | Olimpiadi 2024 - 1º turno                                                         | -                                                                                 |                                                                                   |
| 30-7-2024                                                                         | Lione                                                                             | Ucraina olimpica                                                                  | 0 – 2                                                                             | Argentina olimpica                                                                | Olimpiadi 2024 - 1º turno                                                         | -                                                                                 | 81’                                                                               |
| 2-8-2024                                                                          | Bordeaux                                                                          | Francia olimpica                                                                  | 1 – 0                                                                             | Argentina olimpica                                                                | Olimpiadi 2024 - Quarti di finale                                                 | -                                                                                 |                                                                                   |
| Totale                                                                            |                                                                                   | Presenze                                                                          | 4                                                                                 |                                                                                   | Reti                                                                              | 0                                                                                 |                                                                                   |

## Palmarès

### Club

#### Competizioni nazionali
- Copa Argentina: 1

River Plate: 2018-2019
- Supercopa Argentina: 1

River Plate: 2019
- Campionato argentino: 1

River Plate: 2021
- Trofeo de Campeones de la Liga Profesional: 1

River Plate: 2021
- Campionato inglese: 2

Manchester City: 2022-2023, 2023-2024
- Coppa d'Inghilterra: 1

Manchester City: 2022-2023

#### Competizioni internazionali
- Coppa Libertadores: 1

River Plate: 2018
- Recopa Sudamericana: 1

River Plate: 2019
- UEFA Champions League: 1

Manchester City: 2022-2023
- Supercoppa UEFA: 1

Manchester City: 2023
- Coppa del mondo per club: 1

Manchester City: 2023

### Nazionale
- Coppa America: 2

Brasile 2021, Stati Uniti 2024
- Coppa dei Campioni CONMEBOL-UEFA: 1

Finalissima 2022
- Campionato mondiale: 1

Qatar 2022

### Individuale
- Capocannoniere del campionato argentino: 1

2021 (18 reti)
- Calciatore sudamericano dell'anno: 1

2021
- Scarpa di bronzo del campionato mondiale: 1

Qatar 2022
- Capocannoniere della coppa del mondo per club: 1

2023 (2 reti)